# باميلا مونرو
باميلا مونرو (بالإنجليزية: Pamela Munro)‏ هي لغوية أمريكية، ولدت في 23 مايو 1947.